# Abdalhaqq II.
Abu Muhammad Abdalhaqq II. ibn Uthman (arabisch أبو محمد عبد الحق بن عثمان, DMG Abū Muḥammad ʿAbd al-Ḥaqq b. ʿUṯmān; * 1420; † 1465) war Sultan der Meriniden in Marokko ab 1421.
Abdalhaqq II. wurde von den Wattasidenwesiren nach der Ermordung seines Vaters Said Uthman (1398–1421) im Alter von einem Jahr zum Herrscher erhoben. In der Folgezeit überlebte er die andauernden Machtkämpfe zwischen den Wesiren und Statthaltern der Wattasiden.
1458 versuchte Abdalhaqq II. sich der Vorherrschaft der Wattasiden zu entledigen, indem er den gesamten Clan umbringen ließ. Diesem Massaker entkamen nur zwei Brüder, u. a. Muhammad asch-Schaich al-Mahdi. In der Folgezeit versuchte Abdalhaqq den großen Einfluss der Marabuts und der religiösen Bruderschaften einzudämmen, indem er die Scherifen förderte, besonders die Nachfahren der Idrisiden. So dürfte es kein Zufall sein, dass 1437 das Grab von Idris II. in Fès entdeckt wurde, welches sich bald zu einem bedeutenden Wallfahrtsort entwickelte.
Als Abdalhaqq wegen finanzieller Probleme die Steuerfreiheit von Marabuts und religiösen Bruderschaften aufheben wollte, führte dies zu verstärktem Widerstand gegen den „gottlosen“ Herrscher. Während er 1465 gerade die Portugiesen bei Ceuta bekämpfte, kam es in Fès zu einem Umsturz, bei dem der Idriside Muhammad ibn al-Imrami al-Dschudi zum Imam ausgerufen wurde. Abdalhaqq fiel beim Versuch, den Aufstand in Fes niederzuschlagen.
Die folgenden Machtkämpfe führten allerdings nicht zu einer Restauration der Dynastie der Idrisiden. Letztlich konnten sich die Wattasiden unter Muhammad asch-Schaich al-Mahdi (1465–1505) durchsetzen.